# 小尾祐光
小尾 祐光（おび すけみつ）は、戦国時代から江戸時代の武将。

## 生涯
小尾氏は甲斐国武田氏の庶流で、巨摩郡小尾を名字の地とする武士。祐光は同郡の津金氏の生まれだが、婿養子として小尾氏の家督を継いだ。最初は武田信玄・勝頼に仕えて戦功があった。
天正10年（1582年）武田氏滅亡後、天正壬午の乱が起きると、北条氏直の誘いを蹴って実弟の津金胤久らと共に徳川家康に臣従し、後北条氏との戦いでは案内役として胤久や長男の小尾正秀らとともに戦功をあげた。これらの功績により本領を安堵され、駿河・甲斐国内に合わせて327貫文を与えられる。その後は信濃平定戦に従軍。一時、牧野康成の幕下となって尾張一宮城に入ったが、天正13年（1585年）上田合戦には従軍し、負傷しながらも胤久や小池信胤と共に味方の撤退を助けて賞された。天正18年（1590年）小田原征伐では岩槻城攻めで活躍し、戦後は武蔵国に860石を与えられた。天正19年（1591年）九戸政実の乱では岩出山城まで出張。慶長5年（1600年）関ヶ原の戦いの際では徳川秀忠の軍に加わった。慶長9年（1604年）100石の加増を受ける。
没後、家督は次男の光重が継いだ。光重は祐光の喪に服すために伏見城番の役を30日怠ったために改易され、寛永9年（1632年）に復帰するまで牢人した。なお長男の正秀は別家を婿養子として継承し、三男重久も含めて子はいずれも旗本となっている。